# آدم بن أبي إياس
آدم بن عبد الرحمن بن محمد بن شعيب، المروزي، العسقلاني، الخراساني المعروف بـ آدم بن أبي إياس وكنيته أبو الحسن مولى بني تميم ومولى بني تيم شيخ وعالم مسلم سني وأحد رواة الحديث أصله من خراسان، وعاصر الخليفة هارون الرشيد وإبنيه الأمين والمأمون وتوفي 220 هـ وقيل 221 هـ في عسقلان.

## حياته
قيل أن اسمه آدم بن أبي إياس وقيل عَبْد الرحمن بْن مُحَمَّد ويُقال ناهية بْن شعيب الخراساني المروذي أبو الحسن العسقلاني مولى بني تميم أو تيم، أصله من خراسان، ونشأ ببغداد، وبها طلب الحديث، وكتب عَن شيوخها، ثم رحل إلى الكوفة، والبصرة، والحجاز، ومصر، والشام، ولقي الشيوخ وسَمِعَ منهُم، واستوطن عسقلان إلى أن مات بِها في جمادى الثاني سنة عشرين ومائتين وقيل: سنة إحدى وعشرين ومائتين، وهو ابن ثمان وثمانين وقيل: ابن نيف وتسعين.

### روى عن
- إسرائيل بْن يونس
- إسماعيل بْن عياش
- أبي ضمرة أنس بْن عياض
- أيوب بْن عتبة
- بقية بْن الوليد
- بكر بْن خنيس
- بكر بْن عَبْد الله البصري
- حبان بْن علي العنبري
- حريز بْن عثمان الرحبي
- حفص بْن ميسرة الصنعاني
- حماد بْن سلمة
- الربيع بْن بدر
- الربيع بْن صبيح
- ركن بْن عَبْد الله الشامي
- أبي خالد سُلَيْمَان بْن حيان الأحمر
- سليمان بْن المغيرة
- أبي معشر نجيح بْن عَبْد الرحمن المدني

### روى عنه
- البخاري
- إبراهيم بْن مُحَمَّد بْن يوسف الفريابي المقدسي
- النيسابوري
- عمرو بْن منصور النسائي
- الطبراني

## فتنة خلق القرآن
من مواقفه في فتنة خلق القرآن مع أحمد بن حنبل قيل :أَخْبَرَنَا أَبُو بَكْرٍ الْحَافِظُ، قال: أَخْبَرَنَا الْحَسَنُ بْنُ عَلِيٍّ التَّمِيمِيُّ، قال: حَدَّثَنَا عُمَرُ بْنُ أَحْمَدَ الْوَاعِظُ، قال: حَدَّثَنَا أَحْمَدُ بْنُ مُحَمَّدِ بْنِ مَسْعَدَةَ الأَصْبَهَانِيُّ، قال: حَدَّثَنَا أَبُو يحيى مَكِّيُّ بْنُ عَبْدِ اللَّهِ بْنِ يُوسُفَ الثَّقَفِيُّ، قال: حَدَّثَنَا أَبُو بَكْرٍ الأَعْيَنُ، قال:
أَتَيْتُ آدَمَ الْعَسْقَلانِيَّ، فَقُلْتُ لَهُ: عَبْدُ اللَّهِ بْنُ صَالِحٍ كَاتِبُ اللَّيْثِ يُقْرِئُكَ السَّلامَ .
قال:
لا تُقْرِئْهُ مِنِّي السَّلامَ،
فَقُلْتُ لَهُ:
لِمَ ؟
قال:
لأَنَّهُ قال: الْقُرْآنُ مَخْلُوقٌ. قال: فَأَخْبَرْتُهُ بِعُذْرِهِ، وأَنَّهُ أَظْهَرَ النَّدَامَةَ، وأَخْبَرَ النَّاسَ بِالرُّجُوعِ .
قال:
فَأَقْرَئْهُ السَّلامَ، فَقُلْتُ لَهُ بَعْدُ: إِنِّي أُرِيدُ أَنْ أَخْرُجَ إِلَى بَغْدَادَ، فَلَكَ حَاجَةٌ ؟
قال:
نَعَمْ، إِذَا أَتَيْتَ بَغْدَادَ فَائْتِ أَحْمَدَ بْنَ حَنْبَلٍ، فَأَقْرِئْهُ مِنِّي السَّلامَ، وقُلْ لَهُ: يَا هَذَا، اتَّقِ اللَّهَ، وتَقَرَّبْ إِلَى اللَّهِ بِمَا أَنْتَ فِيهِ، ولا يَسْتَفِزَّنَّكَ أَحَدٌ، فَإِنَّكَ إِنْ شَاءَ اللَّهُ مُشْرِفٌ عَلَى الْجَنَّةِ، وقُلْ لَهُ: حَدَّثَنَا اللَّيْثُ بْنُ سَعْدٍ، عَنْ مُحَمَّدِ بْنِ عَجْلانَ، عَنْ أَبِي الزِّنَادِ، عَنِ الأَعْرَجِ، عَنْ أَبِي هُرَيْرَةَ، قال: قال رَسُولُ اللَّهِ صَلَّى اللَّهُ عَلَيْهِ وسَلَّمَ: «مَنْ أَرَادَكُمْ عَلَى مَعْصِيَةِ اللَّهِ فَلا تُطِيعُوهُ».
فَأَتَيْتُ أَحْمَدَ بْنَ حَنْبَلٍ فِي السِّجْنِ، فَدَخَلْتُ عَلَيْهِ، فَسَلَّمْتُ عَلَيْهِ، وأَقْرَأْتُهُ السَّلامَ، وقُلْتُ لَهُ هَذَا الْكَلامَ والْحَدِيثَ، فَأَطْرَقَ أَحْمَدُ إِطْرَاقَةً، ثُمَّ رَفَعَ رَأْسَهُ، فَقَالَ: رَحِمَهُ اللَّهُ حَيًّا ومَيِّتًا، فَلَقَدْ أَحْسَنَ النَّصِيحَةَ.

## وفاته
قال الحسين بْن القاسم الكوكبي، حدثني أبو علي المقدسي، قال: لما حضرت آدم بْن أبي إياس الوفاة ختم القرآن وهو مسجى، ثم قال: بحبي لك إلا رفقت لهذا المصرع كنت اؤملك لهذا اليوم، كنت أرجوك، ثم قال: لا إله إلا الله، ثم قضى. توفي سنة إحدى وعشرين ومائتين وقيل سنة عشرين ومائتين عن عمر ثمان وثمانين في عسقلان ودفن فيها.